# Humidicutis
Humidicutis — рід грибів родини Hygrophoraceae. Назва вперше опублікована 1959 року.
Родова назва походить від лат. humidus "волога" і лат. cutis "шкіра", оскільки вони мають вологі шапинки.
Більшість з видів зростає у Східній Австралії. Раніше вони були належали роду Hygrocybe.

## Галерея

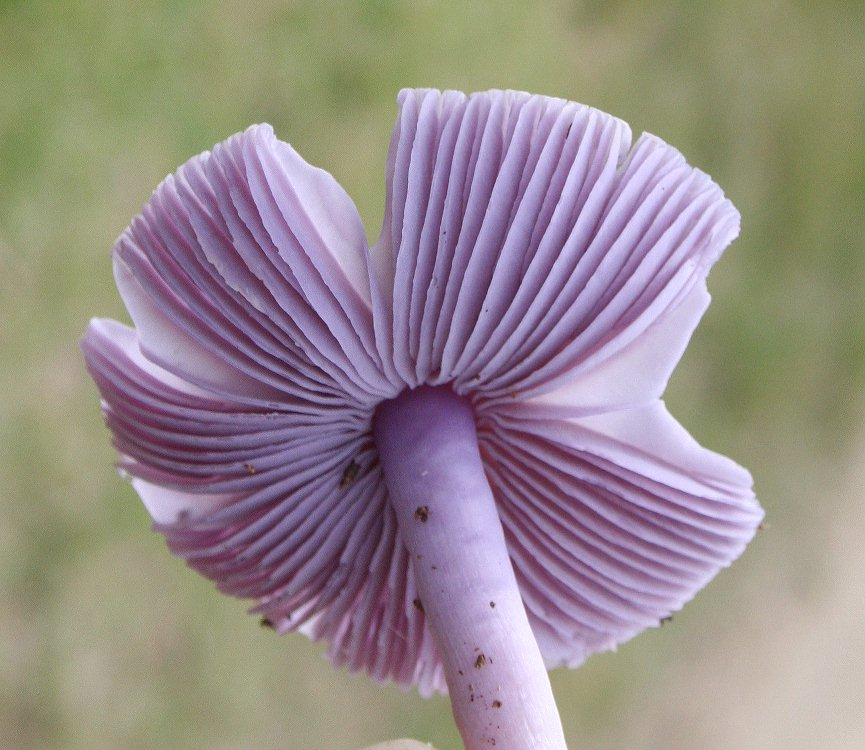
Humidicutis lewelliniae
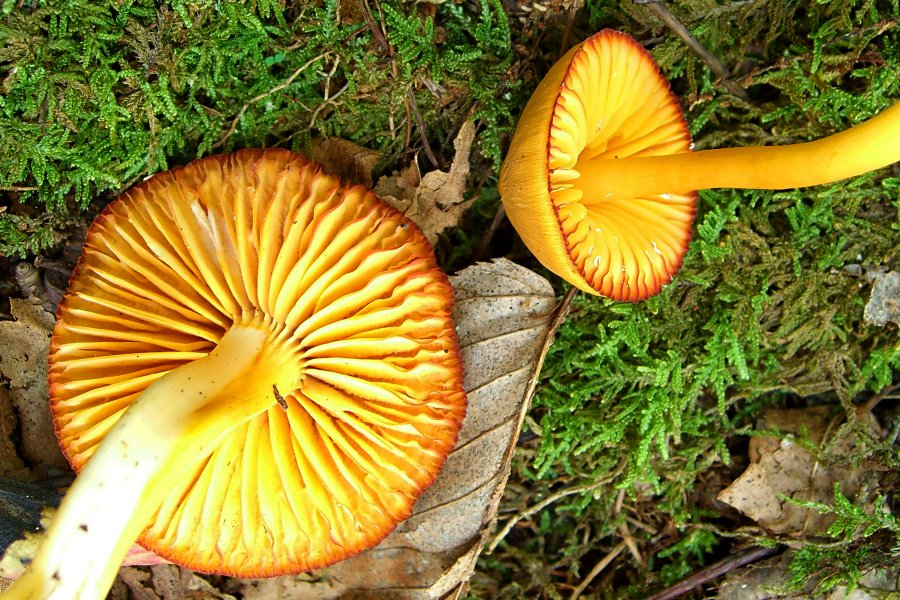
Humidicutis marginata
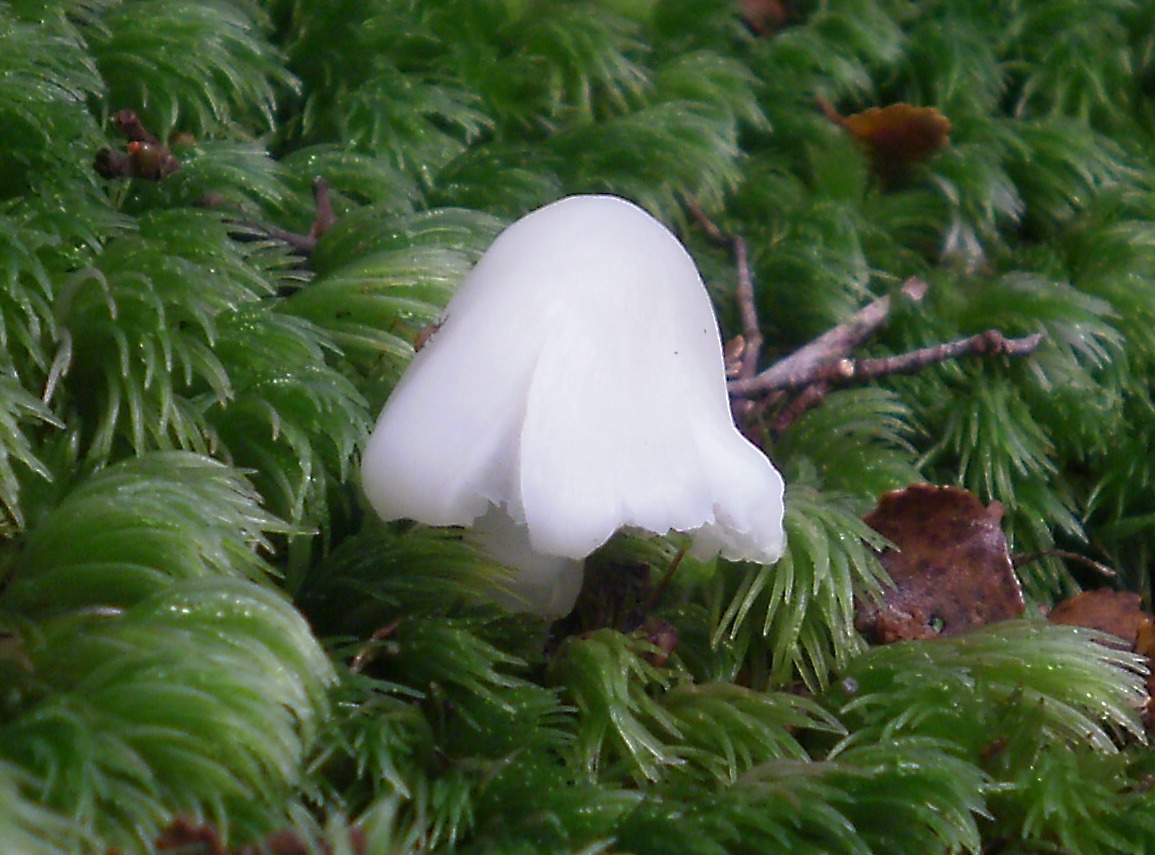
Humidicutis mavis
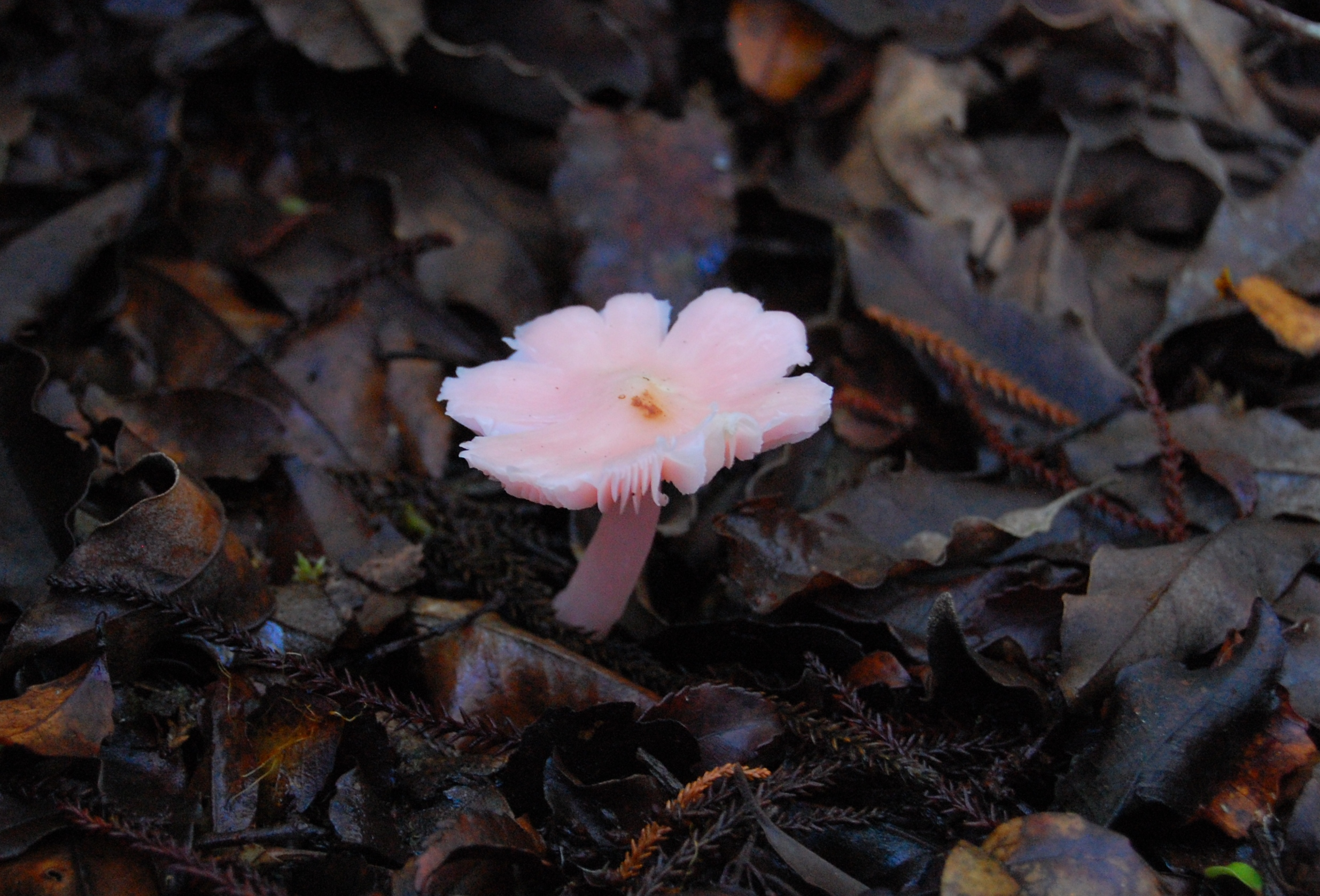
Humidicutis rosella